# Kyōtamba, Kyōto
Kyōtamba (京丹波町 Kyōtanba-chō) là thị trấn thuộc huyện Funai, phủ Kyōto, Nhật Bản. Tính đến ngày 1 tháng 10 năm 2020, dân số ước tính thị trấn là 12.907 người và mật độ dân số là 43 người/km2. Tổng diện tích thị trấn là 303,09 km2.